# The Inbetweeners/Episodenliste
Diese Episodenliste listet alle Folgen der britischen Fernsehserie The Inbetweeners auf, die insgesamt drei Staffeln und 18 Folgen umfasst.

## Staffel 1
| Nr. (ges.) | Nr. (St.) | Deutscher Titel    | Originaltitel | Erstausstrahlung UK | Deutschsprachige Erstausstrahlung (D) | Regie           | Drehbuch                    | Zuschauer (UK) |
| ---------- | --------- | ------------------ | ------------- | ------------------- | ------------------------------------- | --------------- | --------------------------- | -------------- |
| 1          | 1         | Der erste Tag      | First Day     | 1. Mai 2008         | -                                     | Gordon Anderson | Damon Beesley & Iain Morris | 321.000        |
| 2          | 2         | Will macht blau    | Bunk Off      | 1. Mai 2008         | -                                     | Gordon Anderson | Damon Beesley & Iain Morris | 321.000        |
| 3          | 3         | Der Freizeitpark   | Thorpe Park   | 8. Mai 2008         | -                                     | Gordon Anderson | Damon Beesley & Iain Morris | 305.000        |
| 4          | 4         | Das erste Mal      | Girlfriend    | 15. Mai 2008        | -                                     | Gordon Anderson | Damon Beesley & Iain Morris | 436.000        |
| 5          | 5         | Der Wohnwagenclub  | Caravan Club  | 22. Mai 2008        | -                                     | Gordon Anderson | Damon Beesley & Iain Morris | 432.000        |
| 6          | 6         | Der Weihnachtsball | Xmas Party    | 22. Mai 2008        | -                                     | Gordon Anderson | Damon Beesley & Iain Morris | 422.000        |

## Staffel 2
| Nr. (ges.) | Nr. (St.) | Deutscher Titel                | Originaltitel                | Erstausstrahlung UK | Deutschsprachige Erstausstrahlung (D) | Regie      | Drehbuch                    | Zuschauer (UK) |
| ---------- | --------- | ------------------------------ | ---------------------------- | ------------------- | ------------------------------------- | ---------- | --------------------------- | -------------- |
| 7          | 1         | Die Klassenfahrt               | The Field Trip               | 2. Apr. 2009        | -                                     | Ben Palmer | Damon Beesley & Iain Morris | 1,21 Mio.      |
| 8          | 2         | Das Praktikum                  | Work Experience              | 9. Apr. 2009        | -                                     | Ben Palmer | Damon Beesley & Iain Morris | 1,182 Mio.     |
| 9          | 3         | Will hat Geburtstag            | Will’s Birthday              | 16. Apr. 2009       | -                                     | Ben Palmer | Damon Beesley & Iain Morris | 1,047 Mio.     |
| 10         | 4         | Eine Nacht in London           | A Night Out in London        | 23. Apr. 2009       | -                                     | Ben Palmer | Damon Beesley & Iain Morris | 1,015 Mio.     |
| 11         | 5         | Das Duke of Edinburgh-Programm | The Duke of Edinburgh Awards | 30. Apr. 2009       | -                                     | Ben Palmer | Damon Beesley & Iain Morris | 1,205 Mio.     |
| 12         | 6         | Die letzte Prüfung             | Exam Time                    | 7. Mai 2009         | -                                     | Ben Palmer | Damon Beesley & Iain Morris | 1,205 Mio.     |

## Staffel 3
| Nr. (ges.) | Nr. (St.) | Deutscher Titel              | Originaltitel              | Erstausstrahlung UK | Deutschsprachige Erstausstrahlung (D) | Regie                       | Drehbuch                    | Zuschauer (UK) |
| ---------- | --------- | ---------------------------- | -------------------------- | ------------------- | ------------------------------------- | --------------------------- | --------------------------- | -------------- |
| 13         | 1         | Die Fashion Show             | The Fashion Show           | 13. Sep. 2010       | -                                     | Ben Palmer                  | Damon Beesley & Iain Morris | 3,456 Mio.     |
| 14         | 2         | Ein sonderbarer Konzertabend | The Gig and the Girlfriend | 20. Sep. 2010       | -                                     | Ben Palmer                  | Damon Beesley & Iain Morris | 3,336 Mio.     |
| 15         | 3         | Wills Dilemma                | Will’s Dilemma             | 27. Sep. 2010       | -                                     | Ben Palmer                  | Damon Beesley & Iain Morris | 3,572 Mio.     |
| 16         | 4         | Der Ausflug nach Warwick     | Trip to Warwick            | 4. Okt. 2010        | -                                     | Ben Palmer                  | Damon Beesley & Iain Morris | 3,619 Mio.     |
| 17         | 5         | Sturmfrei                    | Home Alone                 | 11. Okt. 2010       | -                                     | Ben Palmer                  | Damon Beesley & Iain Morris | 3,721 Mio.     |
| 18         | 6         | Der Camping Trip             | The Camping Trip           | 18. Okt. 2010       | -                                     | Damon Beesley & Iain Morris | Damon Beesley & Iain Morris | 3,701 Mio.     |